# 액션동자
《액션동자》는 2022년에 개봉한 대한민국의 영화이다.

## 캐스팅
- 홍정민
- 윤성우
- 최현진
- 함희수 : 가진스님 역
- 엄주연 : 여동자승 역
- 최영록